# Dermestes maculatus
Dermestes maculatus es una especie de escarabajo con una distribución mundial, presente en todos los continentes excepto en la Antártida. En Europa, está presente en todos los países. Es originario del Viejo Mundo; no se conoc su origen exacto, pero no es Europa.

## Descripción
Mide 5.5 a 10 mm. Es negro y generalmente peludo. Se encuentra a menudo debajo de animales muertos que se han descompuesto durante varios días o semanas. Sus hábitos alimenticios pueden reducir un animal muerto a un simple esqueleto. La aparición del escarabajo en restos en descomposición de humanos y otros animales se puede usar para estimar el intervalo post mortem en casos de suicidio, homicidio o muerte desatendida. Los adultos generalmente llegan entre 5 y 11 días después de la muerte de un animal. Las larvas se desarrollan durante cinco a siete semanas, y los escarabajos adultos viven de cuatro a seis meses.

## Plaga
Se alimenta de carroña y productos de animales secos. Son plagas de la industria de la seda en Italia e India. El pescado seco, el queso, el tocino, las golosinas para perros y las aves de corral son algunos de los alimentos de este escarabajo. Ha sido conocido por atacar y comer pavos vivos.

## Larvas

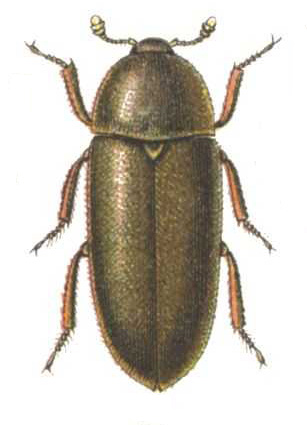
Ilustración de Dermestes maculatus de Edmund Reitter "Fauna Germanica"

Los cuerpos de las larvas están cubiertos de setas. La parte inferior del abdomen es de color marrón amarillento, mientras que la superficie dorsal es de color marrón oscuro, generalmente con una línea amarilla en el centro. Hay dos "urogomphi" o cuernos en la superficie dorsal del último segmento que se curvan hacia arriba alejándose de la punta del abdomen. La pupa es ovalada, generalmente más pequeña que las larvas y sin setas. El primer caso documentado de urticaria papular fue causado por las larvas. No se encontró preferencia por las larvas de carne de ternera, carne de pollo y alimento para roedores. Las pupas pueden ser canibalizadas por las larvas.

## Uso en la preparación de esqueletos
Dermestes maculatus es la especie de escarabajo carroñero que las universidades y los museos suelen utilizar para eliminar la carne de los huesos en la preparación del esqueleto. Los esqueletos humanos y animales se preparan utilizando este método y la práctica ha estado en uso por más de 150 años.